# ناحية مهين
ناحية مهين إحدى نواحي سوريا تتبع إداريّاً لمحافظة حمص منطقة حمص ومركزها بلدة مهين، بلغ تعداد سكان الناحية 13,511 نسمة حسب التعداد السكاني لعام 2004.

## بلدات وقرى ناحية مهين
الحدث، حوارين، مهين، قناة العمياء، القصر (الغنثر)، المزرعة، (عين القصر).